# Eloise Smyth
Eloise Valentine Smyth, född i mars 1995 i Islington, London, är en brittisk skådespelare.

## Biografi
Smyth är den yngsta av tre barn till musikern Chas Smash, tidigare sångare och musiker i ska-bandet Madness, och dennas tidigare fru Joanna Brown. Smyth är född och uppvuxen i Islington, London.
Skådespelarkarriären började genom en roll i filmen Ill Manors från 2012, där hon bland annat spelade mot Riz Ahmed och Ed Skrein. Under 2015-2017 hade Smyth en återkommande roll i TV-serien The Frankenstein Chronicles, där hon bland annat spelade mot Sean Bean. Därefter hade Smyth en av huvudrollerna i kostymdramat Harlots mellan 2017-2019, där hon tillsammans med bland andra Samantha Morton, Lesley Manville, Jessica Brown Findlay och Liv Tyler spelar en prostituerad flicka i 1760-talets London.

## Filmografi (i urval)[7]
- 2012 – Ill Manors
- 2012 – Love Bite
- 2015-2017 – The Frankenstein Chronicles (TV-serie)
- 2017 – How To Talk To Girls At Parties
- 2017 – Fortitude (TV-serie)
- 2017-2019 – Harlots (TV-serie)

### Fotnoter
1. ↑  ”Eloise Valentine Smyth”. Ancestry.com. Arkiverad från originalet den 9 augusti 2022. https://web.archive.org/web/20220809110857/https://www.ancestry.co.uk/cs/offers/join?sub=11540774699171840&dbid=8782&url=https%3a%2f%2fsearch.ancestry.co.uk%2fcgi-bin%2fsse.dll%3findiv%3d1%26dbid%3d8782%26h%3d1055523%26queryId%3da36d45e6939771ade22918dd5386ed97%26usePUB%3dtrue%26_phsrc%3dViu1160%26_phstart%3dsuccessSource%26requr%3d11540774699171840%26ur%3d0&gsfn=&gsln=&h=1055523. Läst 14 augusti 2021.
2. 1 2 3  Mitchell, Molli (14 oktober 2020). ”Harlots cast: Who is Eloise Smyth? Meet the Lucy Wells star” (på engelska). Express.co.uk. Arkiverad från originalet den 14 augusti 2021. https://web.archive.org/web/20210814160259/https://www.express.co.uk/showbiz/tv-radio/1341918/Harlots-cast-who-is-Eloise-Smyth-Lucy-Wells-actress-BBC-series. Läst 14 augusti 2021.
3. ↑  ”Chas Smash | After the madness, going solo” (på engelska). the Guardian. 4 oktober 2014. Arkiverad från originalet den 14 augusti 2021. https://web.archive.org/web/20210814160312/https://www.theguardian.com/lifeandstyle/2014/oct/04/chas-smash-after-the-madness-going-solo. Läst 14 augusti 2021.
4. ↑  Charlotte Cripps (2 december 2011). ”Soho celebs strip off for charity show”. The Independent. Arkiverad från originalet den 19 september 2015. https://web.archive.org/web/20150919120258/http://www.independent.co.uk/arts-entertainment/art/features/soho-celebs-strip-off-for-charity-show-6270434.html. Läst 14 augusti 2021.
5. 1 2  ”‘The Blacklist: Redemption’ Casts Adrian Martinez; Eloise Smyth Joins ‘Harlots’” (på amerikansk engelska). www.yahoo.com. Arkiverad från originalet den 14 augusti 2021. https://web.archive.org/web/20210814160259/https://www.yahoo.com/entertainment/blacklist-redemption-casts-adrian-martinez-212752274.html. Läst 14 augusti 2021.
6. ↑  ”Interview with Eloise Smyth” (på engelska). bbc.com. BBC. 31 juli 2020. Arkiverad från originalet den 9 augusti 2022. https://web.archive.org/web/20220809110640/https://www.bbc.com/mediacentre/mediapacks/harlots/eloise/. Läst 14 augusti 2021.
7. ↑  ”Eloise Smyth”. IMDb. http://www.imdb.com/name/nm5184025/. Läst 14 augusti 2021.